# 존 핸콕 타워
존 핸콕 타워(John Hancock Tower)는 보스턴에 위치한 마천루이다. 모든 벽면이 유리로 되어있다. I. M. 페이 앤드 파트너스(I. M. Pei & Partners)사의 헨리 N 콥(Henry N. Cobb)가 설계하여 1976년 완공되었다.

## 같이 보기
- 존 핸콕
- 프루덴셜 타워